# Eurovision Song Contest 1973
Eurovision Song Contest 1973 blev afholdt i Luxembourg. Sprogreglen var denne gang blevet lempet, så det igen var valgfrit, hvilket sprog man ville synge på. Derfor valgte nogle af deltagerne af synge på engelsk. Vindersangen fra Luxembourg var dog på fransk.
Malta ville ikke deltage på grund af de dårlige resultater de forrige år og Østrig fulgte med. Til gengæld debuterede Israel. Det gav dog en del sikkerhedsmæssige problemer for arrangørerne, da der for kun lige var knap et år siden havde været terrorangreb under de Olympiske Lege i München. Publikum havde fået at vide, at de ikke måtte rejse sig under Israels sang, da de ellers kunne risikere at blive skudt. Sangerinden havde desuden en skudsikker vest på.

## Deltagere og resultater
| Land (Sprog)   | Solist             | Sang (Uofficiel oversættelse) | Plads. | Point |
| -------------- | ------------------ | ----------------------------- | ------ | ----- |
| Finland        | Marion Rung        | Tom tom tom                   | 6      | 93    |
| Belgien        | Nicole & Hugo      | Baby baby                     | 17     | 58    |
| Portugal       | Fernando Tordo     | Tourada                       | 10     | 80    |
| Vesttyskland   | Gitte Hænning      | Junger Tag                    | 8      | 85    |
| Norge          | Bendik Singers     | It's just a game              | 7      | 89    |
| Monaco         | Marie              | Un train qui part             | 8      | 85    |
| Spanien        | Mocedades          | Eres tú                       | 2      | 125   |
| Schweiz        | Patrick Juvet      | Je me vais marier, Marie      | 12     | 79    |
| Jugoslavien    | Zdravko Colic      | Gori vatra                    | 15     | 65    |
| Italien        | Massimo Ranieri    | Chi sarà con te               | 13     | 74    |
| Luxembourg     | Anne-Marie David   | Tu te reconnaîtras            | 1      | 129   |
| Sverige        | Nova & the Dolls   | You're summer                 | 5      | 94    |
| Holland        | Ben Cramer         | De oude muzikant              | 14     | 69    |
| Irland         | Maxi               | Do I dream?                   | 10     | 80    |
| Storbritannien | Cliff Richard      | Power to all our friends      | 3      | 123   |
| Frankrig       | Martine Clémenceau | Sans toi                      | 15     | 65    |
| Israel         | Ilanit             | Ey-sham                       | 4      | 97    |